# Richard Caramanolis
Richard Caramanolis est un boxeur français né le 7 mars 1958 à Marseille.

## Carrière
Passé professionnel en 1980, il devient champion de France des poids mi-lourds en 1983 contre Hocine Tafer puis champion d’Europe de la catégorie le 2 février 1984 en battant au 8e round Rudy Koopmans. Il perdra son titre lors de sa première défense le 29 mai 1984 à Amsterdam, battu par Alex Blanchard par KO au 6e round.
Le 10 juin 1988, à Annecy, il rencontre l’américain Charles Williams pour le titre mondial IBF. Il sera battu par le tenant du titre par jet de l'éponge de son entraineur au 11e round après avoir subi un 2e knock-down dans cette reprise.
Il met un terme à sa carrière en 1989 sur un bilan de 39 victoires, 4 défaites et 2 matchs nuls après avoir été de nouveau champion de France en 1986 puis en 1988.